# Arya Pangiri
Arya Pangiri fue duque de Demak de 1583 a 1586 con el título de Sultán Ngawantipura que logró convertirse en el segundo rey del sultanato de Pajang. Según las Crónicas chinas del Templo Sam Po Kong, Ja Tik Su nombra a un hijo de Mukming/Raden Mukmin como el rey de Demak después de la muerte de Mukming/Raden Mukmin, quien fue asesinado.

## Orígenes
Arya Pangiri era el hijo de Sunan Prawoto, el cuarto rey de Demak, quien fue asesinado por Rangkuti, un soldado Jipang que fue muy leal a Arya Penangsang en 1549. Luego fue criado por su tía, la Reina de Kalinyamat en Jepara. 
Arya Penangsang, el quinto rey de Demak, fue posteriormente asesinado por alborotadores enviados por el duque Hadiwijaya de Pajang. Desde entonces, Pajang se ha convertido en un reino soberano en el que Demak es un subordinado. 
Cuando era adulta, Arya Pangiri se casó con Ratu Pembayun, la hija mayor del sultán Hadiwijaya e hizo duque de Demak. 

## Arya Pangiri como regente de Demak
El Reino de Aceh registra a Arya Pangiri como una regente fácilmente sospechosa. En 1564, el sultán Ali Riayat Syah, el rey de Aceh, envió enviados pidiendo ayuda a Demak para expulsar conjuntamente a los portugueses de Malaca. Pero Arya Pangiri en realidad mató al enviado. Finalmente, en 1567, Aceh continuó atacando Malacca sin la ayuda de Java. El ataque falló a pesar de usar un cañón de regalo del sultán turco. 

## Arya Pangiri gana Pajang
Después de la muerte del sultán Hadiwijaya a fines de 1582, hubo problemas con el trono en Pajang. El príncipe heredero llamado Príncipe Benawa fue eliminado por Arya Pangiri con el apoyo de Sunan Kudus. La razón de Sunan Kudus fue que la edad del príncipe Benawa era más joven que la esposa de Pangiri, por lo que no merecía ser rey. 
El príncipe benévolo Benawa entregó el trono de Pajang a Arya Pangiri mientras él mismo se convirtió más tarde en el regente de Jipang Panolan (antiguo país de Arya Penangsang ). 
La figura de Sunan Kudus reportada por el Babad Tanah Jawi necesita ser corregida, porque el mismo Sunan Kudus había muerto en 1550. Quizás la figura que apoyaba a Arya Pangiri era su sucesor, Panembahan Kudus, o quizás el Príncipe Sagrado. 

## El gobierno de Arya Pangiri
Arya Pangiri ha sido el rey de Pajang desde principios de 1583 con el título de Sultán Ngawantipura. Se dice que solo se preocupa por el esfuerzo de conquistar Mataram en lugar de crear el bienestar de su pueblo. 
Arya Pangiri violó la voluntad de su suegro ( Hadiwijaya ) para no odiar a Sutawijaya. Incluso formó un ejército de mercenarios de Bali, Bugis y Makassar para invadir Mataram. 
Arya Pangiri también se aplica injustamente a los habitantes nativos de Pajang. Trajo al pueblo Demak para cambiar la posición de los funcionarios de Pajang. De hecho, la gente de Pajang también quedó excluida por la llegada de los residentes de Demak. Como resultado, muchos residentes de Pajang se convirtieron en ladrones porque perdieron su sustento. Algunos se mudaron a Jipang para servir al Príncipe Benawa. 

## Derrota a Arya Pangiri
En 1586, el Príncipe Benawa se alió con Sutawijaya en Mataram. Los dos hermanos adoptivos negociaron en el pueblo de Weru. Finalmente se tomó la decisión de invadir Pajang. 
Las fuerzas combinadas de Mataram y Jipang partieron para derribar a Arya Pangiri de su trono. La guerra tuvo lugar en la ciudad de Pajang. La fuerza de Arya Pangiri que consta de 300 personas Pajang, 2000 personas Demak y 400 personas en todo el mundo puede ser conquistada. El propio Arya Pangiri fue capturado y perdonado por su vida a pedido de la Reina de Pembayun, su esposa. 

## Nota al pie
1. ↑  (en indonesio) Muljana, Slamet (2005). Runtuhnya kerajaan Hindu-Jawa dan timbulnya negara-negara Islam di Nusantara. PT LKiS Pelangi Aksara. p. 71. ISBN 9798451163.ISBN 978-979-8451-16-4

## Literatura
- Andjar Any. 1979 Secretos de previsión Jayabaya, Ranggawarsita y Sabdopalon. Semarang: varias ciencias
- Babad Tanah Jawi, a partir del profeta Adán hasta 1647. (traducción) 2007 Yogyakarta: narrativa
- HJde Graaf y TH Pigeaud. 2001 El primer reino islámico en Java. Terj. Yakarta: Biblioteca principal de Graffiti
- Hayati y col. 2000 El papel de Ratu Kalinyamat en Jepara en el siglo XVI. Yakarta: Proyecto Nacional de Concienciación sobre Historia Dirección de Historia y Valores Tradicionales Dirección General de Cultura Ministerio de Educación Nacional
- MC Ricklefs. 1991. Historia moderna de Indonesia (trad. ) Yogyakarta: Gadjah Mada University Press
- Moedjianto 1987 Concepto de energía de Java: su aplicación por los reyes de Mataram. Yogyakarta: Canisius
- Purwadi 2007 Historia de los reyes javaneses. Yogyakarta: Ciencia de los medios